# Anastasiya Bachynska
Anastasiya Bachynska –en ucraniano, Анастасія Бачинська– (Ternópil, 4 de agosto de 2003) es una deportista ucraniana que compite en gimnasia artística.
Ganó dos medallas en el Campeonato Europeo de Gimnasia Artística, oro en 2020 y bronce en 2021. En los Juegos Europeos de Minsk 2019 obtuvo una medalla de oro en la prueba de suelo.

## Palmarés internacional
| Juegos Europeos    | Juegos Europeos     | Juegos Europeos   | Juegos Europeos      |
| Año                | Lugar               | Medalla           | Categoría            |
| ------------------ | ------------------- | ----------------- | -------------------- |
| 2019               | Minsk (Bielorrusia) | Medalla de oro    | Suelo                |
| Campeonato Europeo |                     |                   |                      |
| Año                | Lugar               | Medalla           | Prueba               |
| 2020               | Mersin (Turquía)    | Medalla de oro    | Concurso por equipos |
| 2021               | Basilea (Suiza)     | Medalla de bronce | Barra                |